# Deen Magmoed
Deen Magmoed (* 2. Mai 1990 in Kapstadt) ist ein südafrikanischer Eishockeyspieler, der seit 2014 erneut bei den Cape Town Penguins in der Western Provinces Ice Hockey League und zudem bei den Cape Town Kings aktiv ist.

## Karriere
Deen Magmoed begann seine Karriere bei den Cape Town Sharks in seiner Heimatstadt Kapstadt, für die er in der Western Province Ice Hockey League, einer der regionalen Ligen, deren Sieger um den südafrikanischen Meistertitel spielen, aktiv war. 2011 wechselte er zu den Pretoria Warriors in die Gauteng Province Ice Hockey League. Aber bereits nach einem Jahr kehrte er in seine Heimatstadt und damit die WPIHL zurück. Spielte er zunächst für die Cape Town Penguins, so wechselte er 2013 zum Lokalrivalen Cape Town Storm, wo er als Spielertrainer tätig war. Seit 2014 spielt er erneut bei den Pinguinen und zusätzlich auch bei den Cape Town Kings. 2022 wurde er als bester Verteidiger der Südafrikanischen Liga ausgezeichnet.

### International
Magmoed stand zunächst bei den U-18-Weltmeisterschaften 2006, 2007 und 2008 in der Division III für Südafrika auf dem Eis. 2008 trat er für seine Farben zudem bei der U-20-Weltmeisterschaft ebenfalls in der Division III an.
Mit der Herren-Nationalmannschaft nahm er an den Welttitelkämpfen der Division II 2009, 2012, 2014 und 2015 sowie der Division III 2010, 2011 und 2013, 2016, 2017, 2018, als er zum besten Spieler seiner Mannschaft gewählt wurde, 2019, 2022 und 2023, als er erneut zum besten Spieler seiner Mannschaft gewählt wurde, teil. Zudem vertrat er seine Farben bei der Olympiaqualifikation für die Winterspiele in Mailand 2026.
Neben seiner aktiven Karriere fungierte er bei der Weltmeisterschaft 2014 als Assistenztrainer der südafrikanischen U-20-Auswahl in der Division III. Ebenso betreute er Weltmeisterschaft 2023 als Assistenztrainer die Frauen-Nationalmannschaft in der Division II.

## Erfolge und Auszeichnungen
- 2011 Aufstieg in die Division II, Gruppe B, bei der Weltmeisterschaft der Division III
- 2013 Aufstieg in die Division II, Gruppe B, bei der Weltmeisterschaft der Division III
- 2022 Bester Verteidiger der Südafrikanischen Liga
- 2022 Aufstieg in die Division III, Gruppe A, bei der Weltmeisterschaft der Division III, Gruppe B